# 塞爾夫克里克鎮區 (阿肯色州派克縣)
塞爾夫克里克鎮區（英語：Self Creek Township）是位於美國阿肯色州派克縣的一個行政鎮區。

## 地方資料
塞爾夫克里克鎮區的面積為118.99平方千米，當中陸地面積為103.61平方千米，而水域面積為15.38平方千米。根據2010年美國人口普查的數據，當地共有人口685人，而人口密度為每平方千米5.76人。